# Németh Miklós (festő)
Németh Miklós (Budapest, 1934. február 14. – 2012. február 23.) magyar festő, grafikus.

## Életrajz
1950-től 1954-ig Márffy Ödön festőiskolájába járt. Mesterei voltak: Ilosvai Varga István, Gádor Emil, Tóth Menyhért. 1990 és 1998 a Budai Művészcsoport főtitkára volt. Részt vett Tokaj és Telkibánya művésztelepeinek a munkájában, Telkibánya községnek ajándékozta egyik nagyobb méretű alkotását. 1981-ben elnyerte a Pesterzsébeti Tavaszi Tárlat díját. Helyi és országos amatőr kiállításokon is kapott díjakat, legutóbb a Pest-Buda egyesítése 100. évfordulójára kiírt pályázat I. díját nyerte el. 1996-ban a Ilosvai Varga István-díjjal jutalmazták. Budapesten él. Táblaképeinek, melyeket expresszív, szürreális jegyekkel készít, témái többnyire aktok, életképek és csendéletek. Művészetét az Art brut művészethez lehet sorolni, de éppúgy lehet punk művész vagy új expresszionista.

## Egyéni kiállítások
- 1957 – Tiszti Ház, Budapest
- 1958 – Munkásotthon, Csepel
- 1960 – Magyar Optikai Művek Művelődési Ház, Budapest
- 1963 – Jókai Klub, Budapest
- 1981 – KisDuna Galéria, Budapest-Soroksár – Műcsarnok, Budapest (kat.)
- 1983 – Fészek Klub, Budapest
- 1984, 1993 – Csepel Galéria, Budapest (kat.)
- 1986 – Kaesz Gyula Faipari Szakközépiskola, Budapest
- 1990 – Gutenberg Galéria, Budapest
- 1991 – Tokió
- 1993 – Gyöngyös
- 1995 – Csillaghegyi Galéria, Budapest
- 1996 – Ilosvai Varga István Városi Művelődési Központ, Kunhegyes
- 1997 – Dózsa Művelődési Központ, Budapest
- 2000 – Ernst Museum, Budapest
- 2008 – St.Pölten (Ausztria), Stadtmuseum
- 2012 – Proféta Galéria, emlékkiállitás, Budapest

## Válogatott csoportos kiállítások
- rendszeres résztvevő az Országos Akvarell Biennálékon, Eger
- 1981 – Tavaszi Tárlat, Pesterzsébet
- 1997 – Budai Ifjúsági Park, Budapest.

## Művek közgyűjteményekben
- CSM, Dunaszerdahely
- Ferenczy Múzeum, Szentendre
- Fővárosi Képtár, Budapest
- Széchenyi Múzeum, Nagycenk.